# Thungschneit
Thungschneit (toponimo tedesco) è una frazione del comune svizzero di Heimberg, nel Canton Berna (regione dell'Oberland, circondario di Thun).

## Storia
Già comune autonomo appartenente al distretto di Thun, nel 1869 è stato accorpato a Heimberg.

## Società

### Evoluzione demografica
L'evoluzione demografica è riportata nella seguente tabella:
Abitanti censiti

## Amministrazione
Ogni famiglia originaria del luogo fa parte del comune patriziale che ha la responsabilità della manutenzione di ogni bene ricadente all'interno dei confini del comune.